# Локша

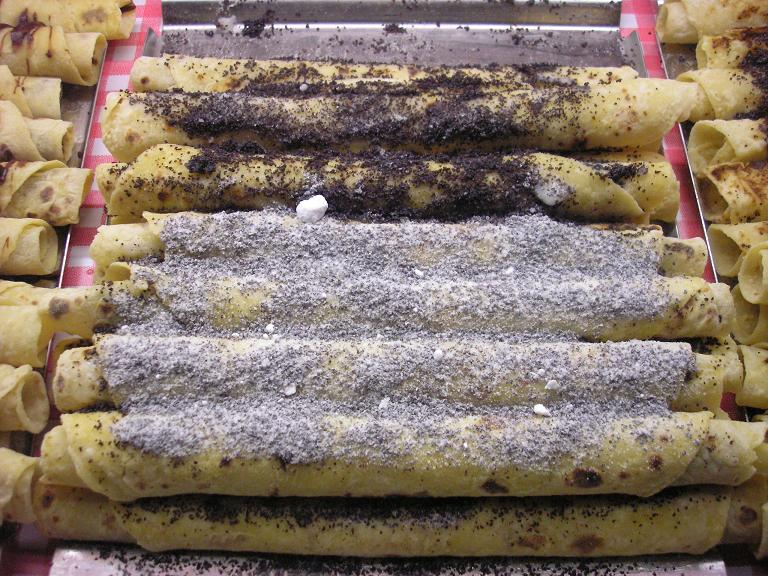
Солодкі локші з цукром та маком

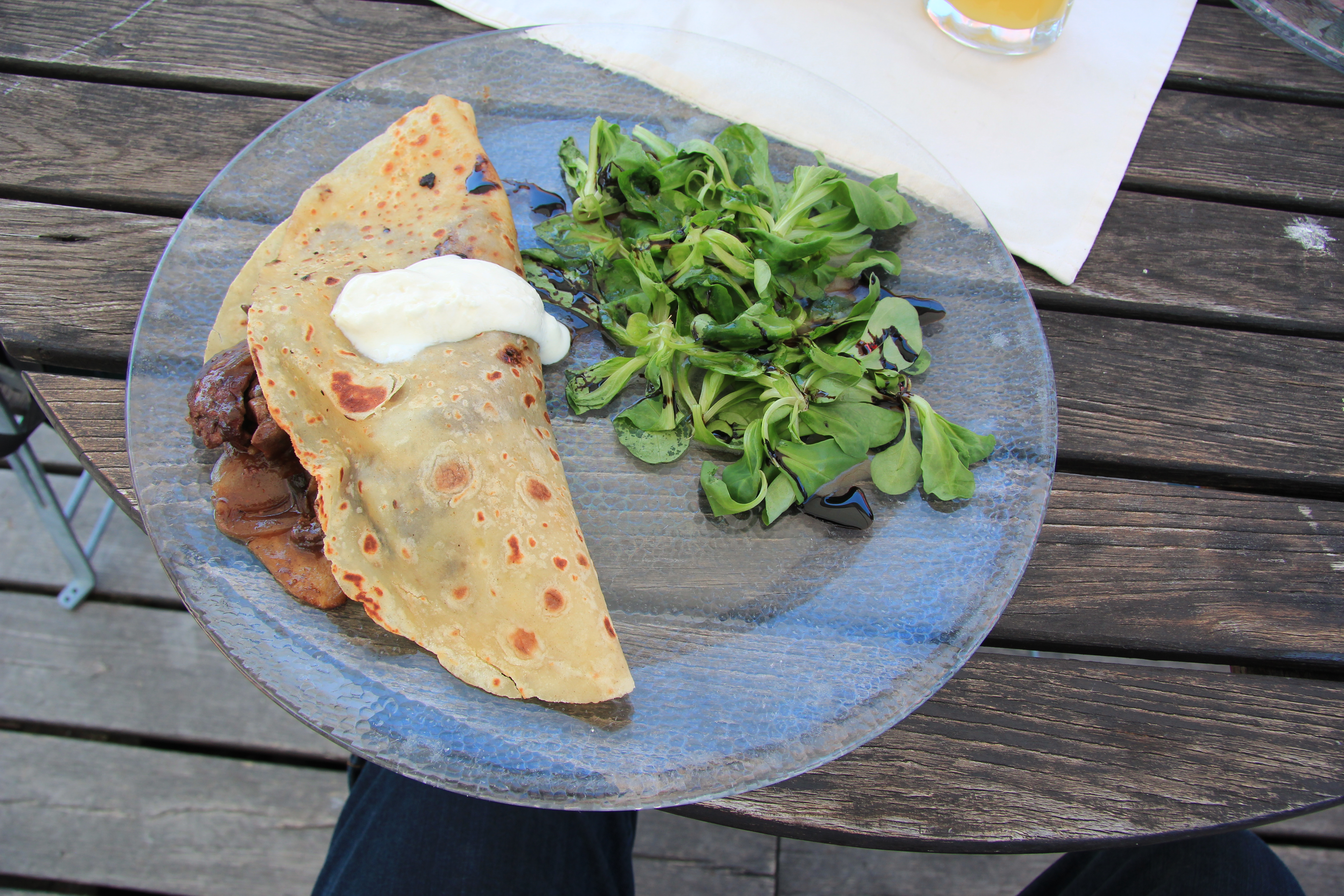
Локша з курячою печінкою та кукурудзяним салатом

Локша або локше ([lokʃa]  або [lokʃe]; у Чехії — lata, přesňák, šumpál або patenta; у Словаччині — локеш або локош) — це вид картопляних млинців, таких як коржі, популярні в кухні західної Словаччини та південної Моравії. У Південній Моравії локше ще називають широкою локшиною, яку додають у супи.

## Підготовка
Локші готують з вареної неочищеної картоплі, яку згодом очищають від шкірки, натирають на тертці та змішують з борошном та сіллю. Перемішують, щоб утворилось тісто, розкочують у тонкі млинці, які випікають сухими на гарячій плиті. У Словаччині більш популярний солоний варіант, де готові млинці намазують салом (бажано гусячим) і смакують до супу або наповнюють квашеною капустою чи фаршем. Гусячі кучері особливо відомі у Словенському Гробі. Моравці традиційно готують солодкі локші, які змащують варенням, згортають, як млинці, і посипають маком і цукром, іноді також поливають розтопленим маслом.

## Дивитися також
- Хлібці
- Млинці
- Tortilla
- Чапаті
- Локса